# Władysław Fierek
Władysław Fierek (ur. 28 sierpnia 1838 w Kępnie, zm. 24 lipca 1911 w Grodzisku Wielkopolskim) – polski kompozytor i pedagog.

## Życiorys
Był synem Antoniego i Joanny z Kucharskich. W latach 1855–1958 uczęszczał do seminarium nauczycielskiego w Paradyżu. U Nachbarda kształcił się w grze na organach i dyrygenturze chóralnej.
W 1858 przeprowadził się do Grodziska i tu objął posadę nauczyciela. Wówczas zwrócił na niego uwagę miejscowy proboszcz Aleksy Prusinowski i za sprawą jego poparcia Władysław Fierek otrzymał stypendium Towarzystwa Naukowej Pomocy im. Karola Marcinkowskiego na kontynuację studiów w instytucie muzyki kościelnej w Berlinie, równocześnie kształcąc się w grze na fortepianie.
Z powodu śmierci swego zastępcy na posadzie nauczycielskiej, przerwał po roku studia i wrócił do Grodziska gdzie poza pracą w szkole, udzielał także lekcji gry na fortepianie oraz urządzał koncerty na rzecz ubogich.
W 1886 był współzałożycielem grodziskiego "Tow. Śpiewu Polskiego"
Z żoną Aleksandrą (zm. w 1906) miał syna Szczęsnego.
Został pochowany w Grodzisku Wielkopolskim

## Twórczość
- śpiewy chóralne: "Echo", "Zakochana", Pieśń wiosenna", "Nadzieja", "Modlitwa dziewczyny", "Kalina" i "Tęsknota"
- utwory na fortepian i utwory religijne: msze, litanie, motety, hymny
- w 1914 r. ukazał się nakładem jego syna "Śpiewnik", zawierający 80 pieśni na chór męski i mieszany